# Надприродна фантастика
Надприродна фантастика — жанр фантастики, який використовує або зосереджується на надприродних темах, часто суперечать натуралістичним уявленням про реальний світ.

## Опис
У своєму найширшому визначенні надприродна фантастика збігається з прикладами дивної фантастики, фантастики жахів, літератури про вампірів, історії про привидів і фентезі. Елементи надприродної фантастики можна знайти в письмовій формі з жанру наукової фантастики. Однак серед науковців, читачів і колекціонерів фантастику про надприродне часто класифікують як окремий жанр, який визначається усуненням «жахів», «фентезі» та елементів, важливих для інших жанрів. Єдиний жанр фантастики про надприродне, який, здається, повністю охоплює традиційну історію про привидів.
Жанри фентезі та надприродної фантастики часто збігаються, і їх можна плутати один з одним, хоча між цими двома жанрами існують деякі важливі відмінності. Дія фентезі зазвичай відбувається в іншому світі, де фантастичні істоти чи магія є нормальним явищем. Однак у фантастиці про надприродне магія та монстри не є нормою, і таємниця таких речей зазвичай тісно переплетена в сюжеті. Надприродне жанр висвітлює надприродні істоти або події в реальному світі. Крім того, фантастика про надприродне також має тенденцію зосереджуватися на напруженості та таємниці, а не на бойовиках і пригодах.
Окультна детективна література поєднує тропи надприродної фантастики з детективною літературою. Надприродна фантастика та драма містять надприродні елементи, змішані в історію про внутрішній конфлікт персонажів та/або драматичний конфлікт між головним героєм, людьми та/або надприродним світом, суспільством і між групами.

## Походження
Автор книжки «The Rise of Supernatural Fiction 1762—1800» стверджує, що джерела надприродної фантастики походять з Британії в другій половині XVIII століття. Розповіді про привида Кок-Лейн були представлені в газетах у 1762 році, і інтерес до спіритуалізму також зараз був поширеним. Людям потрібно було побачити справжніх привидів і відчути їх у художній літературі.
С. Л. Варнадо стверджує в Haunted Presence: The Numinous in Gothic Fiction, що початок інтересу до надприродного походить від людського прагнення до досвіду божественного, так що навіть старі міфологічні розповіді про лицарів короля Артура дають читачеві відчуття про наявність «святих» речей. Далі автор простежує цей вплив далі в майбутнє з рухом готичної літератури.
У 20 столітті фантастика про надприродне стала асоціюватися з психологічною фантастикою. У цій асоціації описи подій, які відбуваються, не можна пояснити через лінзи природного світу, що призводить до висновку, що надприродне є єдиним можливим поясненням того, що було описано. Класичним прикладом цього може бути «Поворот гвинта» (1898) Генрі Джеймса, який пропонує як надприродне, так і психологічне тлумачення описаних подій. У цьому прикладі неоднозначність додає ефектів як надприродного, так і психологічного. Подібним прикладом є оповідання Шарлотти Перкінс Гілмен «Жовті шпалери».

## Подальше читання
- Penzoldt, Peter (1952). The Supernatural in Fiction. London: P. Nevill.